# Argegno
Argegno là một đô thị ở tỉnh Como trong vùng Lombardia, có cự ly khoảng 50 km về phía bắc của Milano và khoảng 15 km về phía bắc của Como. Tại thời điểm ngày 31 tháng 12 năm 2004, đô thị này có dân số 650 người và diện tích là 4,3 km².
Argegno giáp các đô thị: Brienno, Colonno, Dizzasco, Lezzeno, Nesso, Pigra, Schignano.